# Oreodera stictica
Oreodera stictica là một loài bọ cánh cứng trong họ Cerambycidae.